# 祖古
祖古（藏語：སྤྲུལ་སྐུ，威利转写：sprul sku，THL：trülku，藏语拼音：zhügu），或祖固，正確的藏音轉漢音為朱沽或朱古，源於梵文的“化身”一詞，藏語中对藏傳佛教轉世傳承修行者的稱謂。清代蒙古稱為呼畢勒罕，或尊稱為呼圖克圖。已接受轉世認證，但是尚未成年的祖古，通常被稱為靈童。等到他們成年，接受坐床儀式之後，就可成為正式的祖古。
在西藏，祖古通常會被冠上仁波切的尊稱，但是在意義上，兩者有所不同。
漢語習慣以活佛或法王作為祖古的尊稱，有所謂的「藏密四大活佛」，前藏的达赖喇嘛、後藏的班禅喇嘛、內蒙的章嘉活佛、外蒙的哲布壯活佛。

## 概論
藏語的「祖古」，是「應身」（羅馬化：nirmānakāya）的藏文翻譯，蒙古語譯為「呼畢勒罕」（qubilγan）。梵文原義是化身，最初是指釋迦牟尼三身（或四身）中的變化身。它又可分為三種：具相好莊嚴，示十二相的“勝應身”，如佛陀；為利益工巧技藝之眾生，所化現的“應化身”；以及為利益有情化現的人天相、水相、橋相、藥相、樹相等的“劣應身”。
在佛教教義中，雖然佛陀肯定會化身為“祖古”救渡眾生，這不代表所有“祖古”皆為佛陀的化身。藏傳佛教中的密教修行者，利用破瓦法等修行方式，在死後再度轉世，最後形成了祖古傳承。在西藏眾多“祖古”中，會有僅獲“有學聖道位”、“凡夫加行道”，或是“凡夫資糧道”者的“祖古”。西藏的轉世“祖古”化身，應屬於“劣應身”的範圍。嘉揚欽則旺波说：前世身軀壞滅之後再次投生，稱“劣應身”。。
在藏傳佛教中，祖古只能被用作被核确无误的转世修行者身上。但祖古与仁波切不同，仁波切是一個並不專屬於轉世者的尊稱，只要修行有所成就的人，都可能被冠上這個稱謂。故此，通常祖古都會被冠上仁波切的稱號，但不是所有仁波切都是祖古。祖古傳承需要經過教派中的高級僧侶，或是國家政權的肯定，才能夠形成。在世俗的角度來看，祖古的形成，與西藏的政治勢力，以及寺院的財產權與繼承權之間有很深的關係。
不同於蒙藏，在裕固族中堪布也可轉世傳承。
也有女活佛，但數目比男性少得多。

## 蒙古稱謂
呼圖克圖，它的蒙古语原意是有福者，長壽者，聖者，後被引申為再來人，明心見性，不墮輪迴，自主生死者。八思巴大師，被蒙古人尊稱為八思巴呼圖克圖，之後被當成是祖古的同義詞。此稱呼為清代册封蒙藏地區的轉世修行者五等中的最高級，其他等級從高到低為諾門罕、班智達、沙布隆（寺主）、綽爾濟（經王）。
諾門罕，或“格根”（“葛根”亦泛称活佛），地位略低於呼圖克圖。漢语中所稱的「大寶法王」，在蒙文中，稱為額爾德尼諾們汗。額爾德尼，為梵語 ratna 的蒙語譯音，意思為寶，大寶。
這些稱號中，都不包括佛（梵語 Buddha、藏語 sangs rgyas）或法王。

## 汉语稱謂
活佛或法王的稱號事實上是起源於漢族，而不是來自於藏傳佛教的傳統。

### 活佛稱謂
“活佛”一词最早出现于元代，藏语称“朱古”，是“朱贝古”的缩语，意为“幻化”或“化身”。公元十三世纪，西藏成为元朝中央政府辖下的一个行政区域。元世祖忽必烈封萨迦派法主，也是他的帝師八思巴为“西天佛子，化身佛陀”。此后，人们开始称西藏高僧为“活佛”。
活佛是一个汉语的藏傳佛教術語，為藏傳佛教地區轉世修行者的尊稱。与活佛一词的差异是，祖古一词没有任何暗示这是佛或现世的佛。也有祖古（比如祈竹仁波切）认为将祖古或仁波切称为“活佛”是非常错误的。
漢族民間有的還將活佛該詞與仁波切、法王等同。最早使用活佛這個稱謂的，是漢地的文獻，可以追溯到明朝，可見於《明史》與《韓邦靖詩集》。《明史》記載，正德元年在烏斯藏地區出現一位被人稱為活佛的僧侶，但是烏斯藏僧的身份，我們並不了解，此為活佛名稱首次出現在文獻中。
同書也記載了萬曆七年，達賴三世索南嘉措被人稱為活佛。因此，「活佛」這個用語最早應該是來自元明之際的民間俗語，達賴則是目前可知最早被稱為活佛的人。
清朝時，康熙封二世章嘉為「灌頂普善廣慈大國師」，雍正時，封章嘉活佛，此為官方正式使用活佛作為封號的開始。活佛中最為著名的，是格魯派（黃教）的達賴喇嘛和班禅喇嘛世系，他們與外蒙的哲布尊丹巴、內蒙的章嘉呼圖克圖，合稱格魯派四大活佛。
之後漢地人民普遍使用活佛一辭來指稱蒙藏地區的轉世修行者。

### 法王稱謂
法王也是為佛教徒對於轉世喇嘛的稱謂。傳統上，佛教以釋迦牟尼為法王，菩薩為法王子。為尊崇佛陀，一般的佛教信徒及僧侶不會以法王來自稱。
在中國，從元朝開始，法王被當成是一個特別的官方頭銜，用來封賞蒙藏地區的佛教僧侶。通常這些僧侶都兼有轉世祖古的身份，因此，法王逐漸被當成是活佛的同義詞。最早擁有法王封號的是薩迦派的僧侶，元代的八思巴。此後，朝廷以法王之名來策封蒙藏地方的重要僧侶，用來彰顯他們政教合一的獨特地位，但在元朝時，法王仍是非常設的榮譽職銜。
明朝永樂年間，對蒙藏地區設置僧官制度，分成法王、西天佛子、大國師、國師、禪師、都綱等不同等級。在西藏設置了三大法王（大寶法王[至今第十七世]、大慈法王、大乘法王[至今第二十五世]）及五大國王（闡化王、護教王、贊善王、輔教王、闡教王）。自此，法王成為常設性的官銜，只有少數高級的佛教僧侶能夠使用這個頭銜，最為人所知的就是格魯派達賴、班禪，噶舉派的噶瑪巴（大寶法王）。

## 未終祖古
轉世的用意為能繼續或完成上世尚未圓滿的傳教利眾事業。通常“轉世”意味著“結束了前世，轉生到今世”，因此凡夫們沒有能力作到“未臨終前的祖古”，即今世身軀未壞滅之前化現不同身相，也稱“朱巴（化身）”。但是大地菩薩可於同時間內化現出千百身相，因此大地菩薩可以看到“未終祖古”。一位本具煩惱的眾生，由入大乘，集福德與智慧資糧，後淨煩惱惑、除所知障、現證諸法之識，此乃“智慧法身”；彼識的法性則為“自性法身”。此二又稱圓滿究竟自利之身，或稱法身；這種“身”，唯獨成就佛位者能相互看見，其他人不能。佛為能利益他人，為使他人能見其身，故有大地菩薩可見的“報身”，以及由此所現化，示人天相，凡夫可見之“化身”，此二稱為“他利色身”。 
在西藏轉世認證制度中，有各種轉世的認證。如：同續轉世、業願轉世、受教或加持轉世等。有時為能代替同續轉世，未證聖道的上師可採取與自己業願相應的某人作為自己的“祖古”，或受教弟子及他人作為自己的“祖古”。因此，未獲聖道的上師們仍有可能具有“異續的未終朱古”。
同一位前世的身、語、意，可以在同一時間內轉世為多位“祖古”。在近代內，較為著名的“未終朱古”包括敦都‧久劄耶喜多傑和究給‧赤千阿旺千繞等。這一類的祖古，多半出於寧瑪派。

## 轉世傳承歷史
藏傳佛教中，最早建立傳承制度的是薩迦派，但是他們並非轉世傳承，而是以家族傳承的方式，由昆氏家族中的男性中抽籤選出。他們的領導者被稱為“王位持有者”或“薩迦法王”。
藏傳佛教的轉世肇始于噶舉派（白教）的噶瑪巴世系，始於13世紀初，至今已經傳到了第十七世噶瑪巴。在噶舉派首創轉世傳承制度之後，其他教派，如寧瑪派與格魯派紛紛跟進，在明清之際出現許多轉世傳承。達賴被認為是自1391年以來經歷了13次轉世，而班禪經歷了10次轉世。
格魯派在西藏取得優勢之後，要求其他教派的轉世傳承者，必須由達賴喇嘛來加以認證，并中止了新的轉世傳承。清朝政府取得西藏統治權後，對於轉世傳承多所限制，這也讓新的轉世傳承無法出現。因此目前的轉世轉承大多都可追溯至清代。清代乾隆以後的活佛要經金瓶掣籤認定，也有被禁止轉世的活佛，如準噶爾部的喇嘛與噶舉派活佛夏瑪巴(因曾作亂)。清初在理藩院註冊的呼圖克圖有148位，清末有160位。
但到了現代，開始又有少數密宗修行者宣稱自己是新的轉世傳承，或是同一轉世傳承出現兩名以上的繼承者（如目前17世噶瑪巴）。

## 活佛查詢系統
中國政府制定的相关法规，規定西藏所有的轉世傳承都要接受中國政府的同意与认可，但2015年吴达镕事件後社會開始廣為關注假活佛招搖撞騙事件，其中不少神棍還演化為官方定義的邪教和政治意圖組織。2016年1月22日在北京廣濟寺由中國佛教協會召開的大會正式向大眾公布與官方合作的「活佛查詢系統」網站，所有受正宗教派和政府認可的「符合佛教定義活佛」者名錄在網上可以查詢，寄望從此免除活佛亂象。
發佈當日中國佛教協會會長學誠，副會長珠康活佛等人齊聚一堂，還有很多高僧活佛從西藏、四川、雲南、甘肅和青海專程前往，參加查詢系統上線的發布儀式。目前中國大陸有多少活佛並無具體統計，認證上有兩個系統，一是「宗教認證」，即佛寺以某位高僧或活佛的名義，向被認證者授予認證文書；二是「國家認證」，由佛寺或中國佛教協會提出申請，由宗教部門批准後發給「活佛證」。
此系統本質上只記錄中國大陸境內的活佛，且有走認可程序領取兩大系統中之一的認證者，對於境外活佛沒有主動紀錄的意圖。

## 延伸閱讀
- Campbell, June (1996). The Emperor's Tantric Robes （页面存档备份，存于） Winter 1996 issue of "Tricycle" magazin
- Logan, Pamela (2004). "Tulkus in Tibet" （页面存档备份，存于）. Harvard Asia Quarterly 8 (1) 15-23.
- Ray, Reginald A. 1986 "Some aspects of the Tulku tradition in Tibet." in The Tibet Journal 11 (4): 35-69
- Tulku, Thondup (2011).Incarnation:The History and Mysticism of the Tulku Tradition of Tibet Boston.  Shambhala Publications.
- Reincarnate Lamas: Tulkus and Rinpoches （页面存档备份，存于） - section from Berzin, Alexander. 2000 Relating to a Spiritual Teacher.
- Tulkus: Incarnate Lamas of Tibet - An Interview with His Holiness Sakya Trizin （页面存档备份，存于） - An excerpt from Testimonies of Tibetan Tulkus; A Research among Reincarnate Buddhist Masters in Exile by Danial Barlocher, Opuscula Tibetana, Rikon-Zurich, August 1982
- Tulkus: Incarnate Lamas of Tibet 2 - Interview with Sakya Gongma Dagchen Rinpoche （页面存档备份，存于） - excerpted from Testimonies of Tibetan Tulkus; A Research among Reincarnate Buddhist Masters in Exile by Danial Barlocher, Opuscula Tibetana, Rikon-Zurich, August 1982. (Interview translator: Cyrus Stearns).
- Tulkus : Masters of Reincarnation - focus article at WisdomBooks.com
- A small explanation for the Lineages （页面存档备份，存于）